# Don’t Slack
«Don’t Slack» (с англ. — «Не расслабляйся») — песня американских певцов Андерсона Пака и Джастина Тимберлейка, вышедшая в марте 2020 года в качестве 2-го сингла с саундтрека Trolls World Tour из мультфильма «Тролли. Мировой тур» (2020).

## История
6 марта 2020 года Тимберлейк впервые анонсировал выход совместного с Андерсоном Паком трека через Инстаграм. Песню написали Тимберлейк, Пак и шведский композитор Людвиг Йоранссон, они же выступили в качестве продюсеров. 10 марта 2020 года «Don’t Slack» дебютировала на Apple Music. Затем песня прозвучала в самом фильме, а потом и на саундтреке к нему. В марте также появилось лирик-видео, а в апреле вышло официальное музыкальное видео с участием американской актрисы Анны Кендрик. Все сцены клипа происходят в доме у актрисы, что удачно совпадает с тенденцией самоизоляции, связанной с эпидемией коронавируса. Но на самом деле видео было снято ещё в феврале и это лишь совпадение. Герои на протяжении всего клипа всячески достают героиню (музыканты пляшут на кровати, выглядывают из ванной и из холодильника и так далее), одетую в домашнюю пижаму  и тапочки, но в итоге и она не выдерживает и начинает танцевать. Снял музыкальное видео режиссёр Calmatic, ранее получивший Грэмми за создание нашумевшего клипа «Old Town Road».

## Чарты
| Чарт (2020) | Высшая позиция |
| ----------- | -------------- |